# Ровачко Требаљево
Ровачко Требаљево је насеље у општини Колашин у Црној Гори. Према попису из 2003. било је 223 становника (према попису из 1991. било је 232 становника).
Овде се налази Железничка станица Требаљево.

## Демографија
У насељу Ровачко Требаљево живи 171 пунолетни становник, а просечна старост становништва износи 37,6 година (36,0 код мушкараца и 39,3 код жена). У насељу има 67 домаћинстава, а просечан број чланова по домаћинству је 3,33.
Становништво у овом насељу веома је хетерогено.
|  |

| Демографија | Демографија | Демографија |
| Година      | Становника  | Становника  |
| ----------- | ----------- | ----------- |
|             |             |             |
|             |             |             |
|             |             |             |
|             |             |             |
| 1948.       | 224         |             |
| 1953.       | 248         |             |
| 1961.       | 238         |             |
| 1971.       | 187         |             |
| 1981.       | 212         |             |
| 1991.       | 232         | 232         |
| 2003.       | 223         | 223         |
|             |             |             |

| Етнички састав према попису из 2003.‍ | Етнички састав према попису из 2003.‍ | Етнички састав према попису из 2003.‍ | Етнички састав према попису из 2003.‍ | Етнички састав према попису из 2003.‍ |
| ------------------------------------ | ------------------------------------ | ------------------------------------ | ------------------------------------ | ------------------------------------ |
|                                      |                                      |                                      |                                      |                                      |
| Срби                                 | Срби                                 |                                      | 127                                  | 56,95%                               |
| Црногорци                            | Црногорци                            |                                      | 88                                   | 39,46%                               |
| Мађари                               | Мађари                               |                                      | 1                                    | 0,44%                                |
| Југословени                          | Југословени                          |                                      | 1                                    | 0,44%                                |
| непознато                            | непознато                            |                                      | 0                                    | 0,0%                                 |

| Година пописа     | 1948. | 1953. | 1961. | 1971. | 1981. | 1991. | 2003. |
| ----------------- | ----- | ----- | ----- | ----- | ----- | ----- | ----- |
| Број домаћинстава | 55    | 61    | 56    | 58    | 54    | 67    | 67    |

| Број чланова      | 1  | 2  | 3  | 4  | 5 | 6 | 7 | 8 | 9 | 10 и више | Просек |
| ----------------- | -- | -- | -- | -- | - | - | - | - | - | --------- | ------ |
| Број домаћинстава | 67 | 13 | 15 | 13 | 7 | 9 | 5 | 2 | 3 | 0         | 0      |

| Пол    | Укупно | Неожењен/Неудата | Ожењен/Удата | Удовац/Удовица | Разведен/Разведена | Непознато |
| ------ | ------ | ---------------- | ------------ | -------------- | ------------------ | --------- |
| Мушки  | 97     | 41               | 52           | 3              | 1                  | 0         |
| Женски | 86     | 22               | 52           | 10             | 0                  | 2         |
| УКУПНО | 183    | 63               | 104          | 13             | 1                  | 2         |

| Пол    | Укупно                    | Пољопривреда, лов и шумарство | Рибарство                            | Вађење руде и камена | Прерађивачка индустрија       |
| ------ | ------------------------- | ----------------------------- | ------------------------------------ | -------------------- | ----------------------------- |
| Мушки  | 48                        | 16                            | 0                                    | 0                    | 10                            |
| Женски | 17                        | 2                             | 0                                    | 0                    | 2                             |
| УКУПНО | 65                        | 18                            | 0                                    | 0                    | 12                            |
| Пол    | Производња и снабдевање   | Грађевинарство                | Трговина                             | Хотели и ресторани   | Саобраћај, складиштење и везе |
| Мушки  | 3                         | 0                             | 3                                    | 2                    | 2                             |
| Женски | 0                         | 0                             | 5                                    | 1                    | 1                             |
| УКУПНО | 3                         | 0                             | 8                                    | 3                    | 3                             |
| Пол    | Финансијско посредовање   | Некретнине                    | Државна управа и одбрана             | Образовање           | Здравствени и социјални рад   |
| Мушки  | 0                         | 0                             | 5                                    | 2                    | 1                             |
| Женски | 0                         | 0                             | 1                                    | 3                    | 0                             |
| УКУПНО | 0                         | 0                             | 6                                    | 5                    | 1                             |
| Пол    | Остале услужне активности | Приватна домаћинства          | Екстериторијалне организације и тела | Непознато            | Непознато                     |
| Мушки  | 4                         | 0                             | 0                                    | 0                    | 0                             |
| Женски | 1                         | 0                             | 0                                    | 1                    | 1                             |
| УКУПНО | 5                         | 0                             | 0                                    | 1                    | 1                             |